# 오카다 유이
오카다 유이(岡田唯, 1987년 12월 28일 ~ )는 전 헬로! 프로젝트의 일원이며, 전 비유덴의 멤버였다. 일본 오사카부 야오시 출신. 애칭은 유이짱, 유이양, 오카양 등. 현재는 미요시 에리카의 인스타그램에 등장하기도 하고 트위터로 활동중.

## 특징
- 말하는 속도가 상당히 느리다.
- 오사카 사투리를 아직 벗어나지 못했다.
- 왼손잡이이며 악력이 세고 팔씨름에 강하다. 이시카와 리카가 말하길 “쯔지 노조미에 버금가는 완력”이라고 한다. 또한 그림 솜씨도 뛰어나다.
- 마츠우라 아야를 동경하여 자신을 오야야라고 자칭한 적도 있다.
- 헬로! 프로젝트 굴지의 거유 멤버이다.
- 다나카 레이나가 말하길 “헬로! 프로젝트에서 가장 섹시한 몸매” 라고 한다[1].
- 싫어하는 먹거리는 돼지고기와 이크라. 가지도 막 상경해 왔을 때는 싫어했었다. 자취를 시작했을 때는 편의점에서 식사를 사먹을 때가 많아서 고향집에 돌아갔을 때 어머니가 만들어주신 음식에 들어있는 걸 먹어보고 맛있어서 좋아하게 되었다고 한다.
- 헬로! 프로젝트 멤버에게서 모닝구무스메7기 멤버인 쿠스미 코하루와 닮았다는 말을 들은 적이 있다고 한다[2].
- 미치시게 사유미(모닝구무스메의 8대 리더, 헬로! 프로젝트의 4대리더)와 사이가 좋다.
- 2006년 신춘에 개최된 Hello! Project 2006 Winter ~원더풀 하츠~ 콘서트에서 의상에 달린 번호는 ‘33’.
- 예능 활동 종료의 이유는 헤어 메이크업이나 스타일리스트 등을 한 번 본격적으로 공부하고 싶다는 것.
- 자신의 트위터에는 등장을 하고 있다.
- 자신의 트위터를 만들었다.

## 약력
2004년
- 6월, 하로프로 에그 오디션 2004에서 합격.
- 8월, 당시 모닝구무스메의 멤버였던 이시카와 리카와 헬로! 프로젝트 신유닛 오디션의 유일한 합격자인 미요시 에리카와 함께 비유덴을 결성.
- 9월, 비유덴의 데뷔곡인〈恋のヌケガラ〉가 발매.

2006년
- 1월, 킥 베이스볼 팀인 메트로래비츠 H.P.에 입단.
- 2월, 첫 번째 솔로 사진집《I DOLL》을 발매.
- 3월, 첫 번째 솔로 DVD《I DOLL》을 발매.

2008년
- 6월 29일, 비유덴 콘서트 투어 2008 초여름 미용전설V~최종전설~의 공연을 마지막으로 비유덴 해산. 이후는 그라비아나 버라이어티 프로그램을 중심으로 활동한다고 발표되었다.

2009년
- 2월 9일, 소속사 업프런트 칸사이로 이적.
- 3월 31일, 헬로! 프로젝트 졸업.

2010년
- 2월 7일, Twitter를 개시.
- 6월 23일, 예능 활동을 일단 종료하는 취지 발표하였다[3][4].
- 6월 30일, 업프런트 칸사이와의 탤런트 계약 종료.

2013년
- 2월, 블로그 개설.

## 출연

### 텔레비전
- 마녀。리카짱의 매지컬 비유덴 (2004년 10월 4일 ~ 12월 24일, 테레비도쿄)
- 무스메DOKYU! (2005년 4월 7일 ~ 6월 7일, 테레비도쿄)
- 퀴즈! 헥사곤 II (2007년 6월 20일, 후지테레비)
- 지구조사선 아메디즌 (2007년 10월 10일, 테레비도쿄)
- 8시입니다! 생방송!! (2009년 7월 ~ 2010년 6월, 제이 컴 웨스트) - 화요일 코너「트렌드 정보인 일」리포터
- 우타우! (어시스턴트, 2009년 7월 ~ 2010년 6월, TOKYO MX 외 일부 민방과 스카이 퍼펙트 커뮤니케이션!「가요 팝스 채널」)

### 라디오
- 하로프로야넨! (2005년 2월 4일 ~ 3월 18일 · 7월 1일 ~ 29일 · 2006년 4월 21일 ~ 28일 · 9월 26일 ~ 10월 6일, 아사히방송)
- B.B.L. (2005년 4월 3일 ~ 2006년 9월 30일, FM후지)
- TBC FUN 필드 모렛츠 모대쉬 (2005년 8월 8일 ~ 12일 · 8월 22일 ~ 26일 · 2006년 11월 13일 ~ 11월 24일, 도호쿠방송)
- 비유덴 beauty hour 21 (2006년 9월 29일 ~ 2007년 3월 30일, NRN 인터넷 라디오 어뮤즈먼트파크)
- 비유덴 미요시 · 오카다의 오늘밤은 단둘뿐 (2007년 4월 6일 ~ 2008년 6월 27일, FM PORT)

### 영화
- 스케반형사 코드네임＝아마미야 사키 (2006년, 도에이) - 콘노 타에 역할

### 무대
- 파파 -도둑과 소녀는, 부모와 자식이 되었어?- (2009년 8월, 쿄우하시 풍류)

### 콘서트
비유덴에 대해서는 해당 기사를 참조.
- 마노 에리나 데뷔 콘서트「프롤로그 ~아가씨의 기원∼」(2009년 6월 14일, 마츠시타 IMP 홀)
- TANOSINA STAGE Vol.2 ~나라고!? 우메다로 라이브나라고!~ (2009년 9월 19일, 우메다 AKASO)
- TANOSINA STAGE Vol.3 ~2009년 노래해 마지막。우메다 270⇒~ (2009년 12월 27일, 우메다 AKASO)
- TANOSINA STAGE Vol.4 ~금년도 우메다나와 인으로!~ (2010년 1월 24일, 우메다 AKASO)
- TANOSINA STAGE Vol.5 ~꽃놀이는 우메다로 완성되는!~ (2010년 3월 22일, 우메다 AKASO)
- TANOSINA STAGE Vol.6 ~호나, 우메다로。~ (2010년 5월 22일, 우메다 AKASO)

### 이벤트
- 4월도 · 9월도 헬로! 프로젝트 팬클럽 한정 이벤트 (2005년 4월 1일 · 9월 6일 · 13일, 퍼시픽헤븐)
- 팬클럽 한정 미요시 에리카 & 오카다 유이 당일치기 버스 투어 in 사가미코 (2008년 10월 12일)
- 제39회 코베 축제 라디오 칸사이 축제 광장 (2009년 7월 19일)
- 2008년 12월도 미요시 에리카 / 오카다 유이 캐쥬얼 디너 쇼 (2008년 12월 6일, 오사카 플라밍고지아르샤 · 7일, 도쿄 RESTAURANT For ETERNITY)
- 오카다 유이 & SI☆NA LUNCH TIME PARTY『n.』(2009년 7월 25일, 다이제스트〈넘 힙스〉)
- 헬로! 프로젝트 오피셜 숍 이온 몰 이타미 테라스 임시점 오카다 유이 · SI☆NA 내점 이벤트 (2009년 10월 3일 ~ 4일, 이온 몰 이타미 테라스)
- 오카다 유이 & SI☆NA LUNCH TIME PARTY『간장야텐넨, 소스하지。』(2009년 11월 21일, 다이제스트〈넘 힙스〉)
- 2009년 12월도 미요시 에리카 / 오카다 유이 캐쥬얼 디너 쇼 (2009년 12월 20일, 오사카 플라밍고지아르샤 · 23일, 도쿄 Splash)

### DVD
- I DOLL ~오카다 유이 퍼스트 솔로 DVD in 오키나와~ (2006년 3월 1일, 피콜로타운)

## 서적

### 사진집
- 오카다 유이 1st 솔로 사진집「I DOLL」(2006년 2월 21일, 카도카와쇼텐) ISBN 978-4-04-894264-5

## 소속 유닛
- 비유덴 (2004년 ~ 2008년)
- 셔플 유닛
  - H.P.올스타즈 (2004년)
- 메트로래비츠 H.P. (2006년 ~ 2010년)